# Bodroux-Tsjitsjibabin-aldehydesynthese
De Bodroux-Tsjitsjibabin-aldehydesynthese is een organische reactie waarbij een Grignard-reagens met een ortho-ester wordt omgezet tot een aldehyde:
In eerste instantie wordt een acetaal gevormd, dat vervolgens wordt gehydrolyseerd met zwavelzuur en water. Een voorbeeld is de synthese van n-hexanal uit n-pentaanmagnesiumbromide en ethylorthoformiaat: